# Flavius Sallustius
Ne doit pas être confondu avec Secundus Salutius, autre préfet de Julien au nom presque semblable.
Flavius Sallustius est un homme d'État romain et philosophe du IVe siècle.

## Biographie
Natif d'Hispanie au début du IVe siècle, il fréquente l'empereur Julien (mort en 363). Il est vicaire des Cinq-Provinces, vicaire des Hispanies (vers 357), puis vicaire de Rome à une date comprise entre 357 et 361,. Il est ensuite nommé comte du consistoire, préfet du prétoire des Gaules de 361 à 363, puis consul ordinaire cette même année, fonction qu'il partage avec l'empereur Julien. Il porte le titre de clarissime.

## Philosophie
On lui attribue un traité néoplatonicien grec Des dieux et du monde, sorte de catéchisme païen inspiré par Jamblique. L'ouvrage date de 362. Cette attribution est débattue avec l'attribution à son quasi homonyme Secundus Salutius, également préfet du prétoire et très apprécié de Julien. Selon Robert Étienne, Julien aurait attribué l'honneur suprême d'un consulat ordinaire à l'auteur de cet ouvrage qui soutenait sa politique religieuse.
L'auteur oppose la théologie chrétienne aux doctrines païennes. Il est adepte du platonisme.

#### Œuvre
- (fr + grc) Saloustios (trad. du grec ancien par Gabriel Rochefort), Des dieux et du monde [« Περὶ θεῶν καὶ κόσμου »] (Philosophie), Paris, Les Belles Lettres, coll. «  Collection Budé  / Série grecque » (no 144),‎ janvier 2003 (réimpr. 1983), 3e éd. (1re éd. 1960), L-85 p., broché (ISBN 2-251-00304-5, BNF 13332108, présentation en ligne)

- Autre traduction du traité Des dieux et du monde in A.-J. Festugière, Trois dévots païens, La Colombe, 1944. [présentation en ligne] ; Rééd. Arfuyen, 1998, 95 p.  (ISBN 978-2-908-82563-3)
- Quelques décisions juridiques figurant dans le Code théodosien

#### Études
- Gabriel Rochefort, « Le 'Περὶ θεῶν καὶ κόσμου' de Saloustios et l'influence de l'Empereur Julien », Revue des études grecques, vol. 69, nos 324-325,‎ 1956, p. 50-66 (lire en ligne).
- J.-L. Desnier, « Salutius - Salustius », Revue des Études Anciennes, t. 85, nos 1-2,‎ 1983, p. 53-65 (lire en ligne).
- Robert Étienne, « Flavius Sallustius et Secundus Salutius », Revue des Études Anciennes, t. 65, nos 1-2,‎ 1963, p. 104-113 (lire en ligne)